# Doktor Zsivágó (film, 2002)
A Doktor Zsivágó (Doctor Zhivago) Giacomo Campiotti 2002-ben bemutatott három epizódos brit–amerikai–német minisorozata. A forgatókönyvet Borisz Leonyidovics Paszternak orosz író Zsivago doktor című világhírű, Nobel-díjas regénye alapján Andrew Davies írta. Az orvos és költő Jurij Zsivágót Hans Matheson alakítja, Lara Antipovát pedig az Oscar-díjra jelölt Keira Knightley. A film az ITV megbízásából készült, a magyar szinkront a FF Film & Music (Kft.) készítette 2007-ben.

## Szereplők
| Szerep                      | Színész              | Magyar hangja (1. szinkron, 2007) |
| --------------------------- | -------------------- | --------------------------------- |
| Dr. Jurij Zsivágó           | Hans Matheson        | Balázs Zoltán                     |
| Lara Antipova               | Keira Knightley      | Zsigmond Tamara                   |
| Alexander Gromyko           | Bill Paterson        | Fodor Tamás                       |
| Anna Gromyko                | Celia Imrie          | Antal Olga                        |
| Viktor Komarovszkij         | Sam Neill            | Ujréti László                     |
| Kis Tonya                   | Daniella Byrne       | Pekár Adrienn                     |
| Ortodox pap                 | Nick Stewart         | Papucsek Vilmos                   |
| Kis Jurij                   | Sam MacLintock       | Penke Bence                       |
| Tonya Gromyko Zsivágó       | Alexandra Maria Lara | Kiss Virág                        |
| Professzor                  | Jeremy Clyde         | Cs. Németh Lajos                  |
| Misa Gordon                 | Daniele Liotti       | Crespo Rodrigo                    |
| Olja Demina                 | Anne-Marie Duff      | Németh Kriszta                    |
| Amália Guishar              | Maryam d’Abo         | Incze Ildikó                      |
| Pása Antipov / Sztrelnyikov | Kris Marshall        | Dányi Krisztián                   |
| Majakovszkij                | Karel Dobry          | Juhász György                     |
| Andrej Zsivágó              | Hugh Bonneville      | Csuha Lajos                       |
| Madame Fleury               | Trevor Eve           | Várnagy Kati                      |
| Mikulicsin                  | Rudolf Pellar        | Móni Ottó                         |
| Kátya                       | Anna Rust            | Kárpáti Barbara                   |
| Poljuk                      | Pavel Kríz           | Vári Attila                       |
| Liverij                     | Rick Warden          | Fazekas István                    |